# Штефан Клос
Штефан Клос (нім. Stefan Klos, нар. 16 серпня 1971, Дортмунд) — німецький футболіст, що грав на позиції воротаря.
Виступав, зокрема, за клуби «Боруссія» (Дортмунд) та «Рейнджерс», а також олімпійську збірну Німеччини.
Дворазовий чемпіон Німеччини. Дворазовий володар Суперкубка Німеччини. Чотириразовий чемпіон Шотландії. Чотириразовий володар Кубка Шотландії. Чотириразовий володар Кубка шотландської ліги. Переможець Ліги чемпіонів УЄФА. Володар Міжконтинентального кубка. 

## Клубна кар'єра
Народився 16 серпня 1971 року в місті Дортмунд. Вихованець футбольної школи клубу «Боруссія» (Дортмунд). Дорослу футбольну кар'єру розпочав 1990 року в основній команді того ж клубу, в якій провів вісім сезонів, взявши участь у 254 матчах чемпіонату. Більшість часу, проведеного у складі «Боруссії», був основним голкіпером команди. За цей час двічі виборював титул чемпіона Німеччини, ставав володарем Суперкубка Німеччини (також двічі), переможцем Ліги чемпіонів УЄФА, володарем Міжконтинентального кубка.
У 1998 році перейшов до клубу «Рейнджерс», за який відіграв 9 сезонів. Граючи у складі «Рейнджерс» також здебільшого виходив на поле в основному складі команди. За цей час додав до переліку своїх трофеїв чотири титули чемпіона Шотландії. Завершив професійну кар'єру футболіста виступами за команду «Рейнджерс» у 2007 році.

## Виступи за збірні
Протягом 1991–1993 років залучався до складу молодіжної збірної Німеччини. На молодіжному рівні зіграв у 17 офіційних матчах.
У 1992 році захищав кольори олімпійської збірної Німеччини. У складі цієї команди провів 2 матчі.

## Титули і досягнення
- Чемпіон Німеччини (2):

«Боруссія» (Дортмунд): 1994–95, 1995–96
- Володар Суперкубка Німеччини (2):

«Боруссія» (Дортмунд): 1995, 1996
- Чемпіон Шотландії (4):

«Рейнджерс»: 1998–99, 1999–00, 2002–03, 2004–05
- Володар Кубка Шотландії (4):

«Рейнджерс»: 1998–99, 1999–00, 2001–02, 2002–03
- Володар Кубка шотландської ліги (4):

«Рейнджерс»: 1998–99, 2001–02, 2002–03, 2004–05
- Переможець Ліги чемпіонів УЄФА (1):

«Боруссія» (Дортмунд): 1996–97
- Володар Міжконтинентального кубка (1):

«Боруссія» (Дортмунд): 1997